# Venezuela nos Jogos Pan-Americanos de 1987
A Venezuela competiu na 10º edição dos Jogos Pan-Americanos, realizados na cidade de Indianápolis, nos Estados Unidos. Conquistou 26 medalhas nesta edição. 